# 圣弗龙德普拉杜
圣弗龙德普拉杜（法語：Saint-Front-de-Pradoux，法語發音：[sɛ̃ fʁɔ̃ də pʁadu]）是法国多尔多涅省的一个市镇，位于该省中西部，属于佩里格区。

## 地理
圣弗龙德普拉杜（45°3'18"N, 0°21'52"E）面积9.01 平方千米，位于法国新阿基坦大区多爾多涅省，该省份为法国西南部内陆省份，是法國本土面积第三大的省，大致对应佩里戈尔地区，北起顺时针与夏朗德省、上维埃纳省、科雷兹省、洛特省、洛特-加龙省、吉倫特省和滨海夏朗德省接壤。
与圣弗龙德普拉杜接壤的市镇（或旧市镇、城区）包括：博罗讷、米西当、圣路易昂利勒、苏尔扎克、圣梅达尔德米西当、圣马丹拉斯捷、圣艾蒂安-德皮科尔比耶。
圣弗龙德普拉杜的时区为UTC+01:00、UTC+02:00（夏令时）。

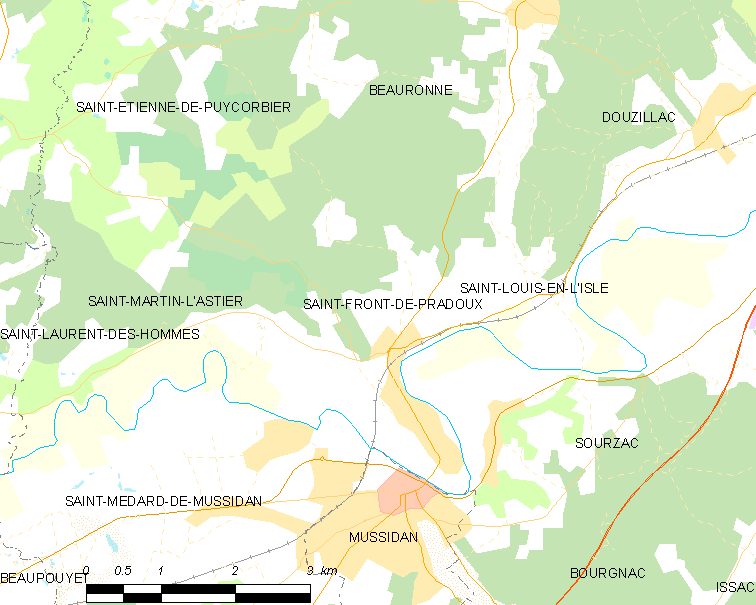
圣弗龙德普拉杜的OSM定位图

## 行政
圣弗龙德普拉杜的邮政编码为24400，INSEE市镇编码为24409。

## 政治
圣弗龙德普拉杜所属的省级选区为伊勒河谷县。

## 交通
多尔多涅省省道D38线和D709线在境内交汇。

## 人口

1962-2008年间圣弗龙德普拉杜人口变化图示

圣弗龙德普拉杜于2022年1月1日时的人口数量为1157人。